# Клои Кардашијан
Клои Александра Кардашијан (енгл. Khloé Alexandra Kardashian; Лос Анђелес, 27. јун 1984) америчка је медијска личност и манекенка. Од 2007. до 2021. глумила је са својом породицом у ријалити-телевизијској серији, У корак са Кардашијанима, а од 2022. у серији Кардашијани. Њен успех је довео до стварања спиноф серија, укључујући Кортни и Клои освајају Мајами (2009—2013) и Кортни и Клои освајају Хемптонс (2014—2015).
Од септембра 2009. до октобра 2016. Кардашијанова је била удата за кошаркаша Ламара Одома, за кога се удала месец дана након што су се први пут упознали. Глумили су у сопственој ријалити-телевизијској серији, Клои и Ламар (2011—2012). Године 2009. Кардашијанова је учествовала у другој сезони серије Шегрт, завршивши на 10. месту од 16 кандидата када ју је отпустио Доналд Трамп. Године 2012. била је водитељка друге сезоне америчке адаптације серије The X Factor са глумцем Мариом Лопезом.
Кардашијанова се бави малопродајом и модном индустријом са својим сестрама, Кортни и Ким. Покренуле су неколико колекција одеће и парфема, а 2010. године су објавиле и књигу, Kardashian Konfidential. Глумиле су у сопственој краткотрајној ријалити-телевизијској серији, Дашове лутке (2015).
Године 2016. Кардашијанова је била водитељка сопственог ток-шоуа, Коктели с Клои. Глумила је и продуцирала документарну серију о здрављу и фитнесу, Осветничко тело с Клои Кардашијан.

## Имиџ у јавности
Кардашијанова је добила критике и много негативних коментара који су били усмерени на њено тело од премијере серије У корак са Кардашијанима. Упоређивана је са својим сестрама Кортни и Ким, а Кардашијанова се присећа: „Искрено, нисам баш схватала да сам ’дебела сестра’, све док нисам изашла на ТВ и медији нису почели да говоре о мени. Знала сам да не изгледам као своје сестре и да немам њихове облине, али нисам мислила да је то погрешно”. Стас Кардашијанове, посебно њено лице, привукли су значајну пажњу медија и јавности последњих година. Редовно је добијала коментаре јавности да изгледа „непрепознатљиво”. Међутим, Кардашијанова је демантовала да је радила пластичне операције, наводећи да је када је смршала изгубила сало на лицу и такође приписује заслуге свом шминкеру. У фебруару 2016. отворено је говорила о коришћењу апликације за уређивање фотографија Facetune и изјавила је да је „Facetune најбоља ствар која постоја. Просто мења живот”.

## Филмографија
| Година     | Српски назив                            | Изворни назив | Напомене                               |
| ---------- | --------------------------------------- | ------------- | -------------------------------------- |
| 2007—2021. | У корак са Кардашијанима                |               | главна улога, 241 епизода              |
| 2008.      |                                         |               | 2. епизоде                             |
| 2009.      | Шегрт                                   |               | 11 епизода                             |
| 2009—2010. | Кортни и Клои освајају Мајами           |               | 26 епизода                             |
| 2010.      | Модна полиција                          |               | 5 епизода                              |
| 2010.      | Беверли Хилс, 90210: Следећа генерација |               | епизода: „Матуранти, душо”             |
| 2010.      |                                         |               |                                        |
| 2011—2012. | Кортни и Ким освајају Њујорк            |               | 7 епизода                              |
| 2011—2012. | Клои и Ламар                            |               | 20 епизода                             |
| 2011.      | Ред и закон: Лос Анђелес                |               | епизода: „Бенедикт Канјон”             |
| 2012.      | Шегачење                                |               | епизода: „Мајли Сајрус”                |
| 2012.      | The X Factor                            |               | водитељка; 16 епизода                  |
| 2013.      | Прави супрузи Холивуда                  |               |                                        |
| 2014—2015. | Кортни и Клои освајају Хемптонс         |               |                                        |
| 2014.      | Лекар на повикване                      |               | камео улога, 1. епизода                |
| 2015.      | Ја сам Кејт                             |               | 3 епизоде                              |
| 2015.      | Дашове лутке                            |               | извршна продуценткиња и споредна улога |
| 2016.      | Коктели с Клои                          |               | водитељка                              |
| 2017—2019. | Осветничко тело с Клои Кардашијан       |               | водитељка и извршна продуценткиња      |
| 2019.      | Баци га као Дисик                       |               | гостујућа улога, 1. епизода            |
| 2020.      |                                         |               | извршна продуценткиња                  |
| 2022—данас | Кардашијани                             |               | главна улога и извршна продуценткиња   |